# Trollhunters - L'ascesa dei Titani
Trollhunters - L'ascesa dei Titani (Trollhunters: Rise of the Titans) è un film d'animazione del 2021 diretto da Johane Matte, Francisco Ruiz Velasco e Andrew Schmidt.
Scritta da Guillermo Del Toro, Marc Guggenheim, Dan Hageman e Kevin Hageman, la pellicola conclude la saga I racconti di Arcadia ed è stata distribuita globalmente su Netflix il 21 luglio 2021.

## Trama
Hisirdoux "Douxie" Casperan e  Luce cadono in un'imboscata all'arrivo dell'Ordine Oculto su un treno della metropolitana in movimento, mentre  Jim Lake Jr. e  Claire Nunez accompagnano i due. Jim viene ferito in uno scontro con Bellroc e Skrael. Toby Domzaski  fa scattare accidentalmente i freni del treno, impedendo al treno di fermarsi e complicando un piano per utilizzare le "radiazioni triforcate", gestite da  Krel, Steve Palchuk e Stuart per rendere i maghi impotenti. Quando il treno sta per uscire dai binari, Douxie evoca dei binari magici, dopo che il raggio di radiazioni si è interrotto mentre Krel e i suoi compagni seguono il treno nel furgoncino di Stuart. Quando l'Ordine finalmente mette le mani su Luce, in un ultimo disperato sforzo, Douxie scambia corpo con Luce, lasciandola nel suo corpo, con l'Ordine ignaro dell'incantesimo di trasferimento del mago. Tuttavia, l'Ordine fugge con Douxie (nel corpo di Luce).
In una Camelot appena ricostruita, Jim si riprende dalle ferite e sua madre, Barbara, rivela il suo fidanzamento con l'ex insegnante e preside di Jim, il mutante Walter Strickler. Aja Tarron, (divenuta regina dopo gli eventi di 3 in mezzo a noi) del pianeta Akiridion-5 ed Eli Pepperjack arrivano a Camelot e si riuniscono con gli altri. Steve bacia Aja per la settima volta il che, come rivela quest'ultima, lo mette incinto. Blinky Galadrigal (mentore di Jim) spiega il piano dell'Ordine Occulto di risvegliare i Titani. L'Ordine controllerà gli esseri facendoli convergere al centro dell'universo (che è la città natale degli eroi, Arcadia Oaks) per unirsi con una Heartstone, così la terra rinascerà all'età della sua prima creazione, dove questa volta l'umanità cesserà di esistere. Altrove, l'Ordine scopre l'incantesimo di Douxie e riporta i due ai loro corpi normali, ma non prima che Luce avverta Jim che "il Cacciatore di Troll fa la nona configurazione, la Cronosfera risolverà il problema". Gli eroi entrano nella Tavola Rotonda e scoprono che l'Ordine Occulto sta già preparando un rituale per rompere i Sigilli della Genesi. Gli eroi non riescono a salvare i Sigilli e il rituale è completato, quindi i Titani, ciascuno controllato da un diverso membro dell'Ordine, sono stati risvegliati.
Gli eroi si dividono. Claire guida una squadra (composta da Blinky, Archie, il famiglio di Douxie e Carlo Magno, il padre di Archie) a Hong Kong per prendere la Cronosfera da un nuovo Mercato dei Troll, dove il manufatto è nelle mani del leader dei Draghi-Troll, Zong-Shi; Krel, il compagno alieno Stuart, Steve ed Eli partono per recuperare Excalibur, mentre il resto degli eroi fa del suo meglio per sconfiggere i Titani. Sia Strickler che sua sorella mutante Nomura vengono uccisi in battaglia contro i Titani, ma la squadra di Claire riesce ad acquisire la Cronosfera, di conseguenza Zong-Shi viene ucciso. La squadra di Jim (composta da Aja e Toby) arriva a Hong Kong senza aver ricevuto alcun contatto dalla squadra di Claire. Il generale Akiridiano Varvatos Vex, all'interno di una gigantesca tuta robotica di Gun Robot (un personaggio di una serie di film di fantasia nel franchise), arriva e combatte il Titano di Bellroc dopo il crollo del ponte e l'intrappolamento della squadra di Claire. Nonostante i suoi numerosi tentativi, la tuta viene distrutta dal Titano di Bellroc, anche se Vex riesce a mettersi in salvo. La squadra di Claire riesce a fuggire dal Mercato dei Troll, ma sia Archie che Carlo Magno rimangono indietro, intrappolati dal crollo dell'ingresso magico.
Gli eroi si riuniscono e Douxie libera Luce. Alla domanda sulla Cronosfera, Luce dice a Jim che "il tempo si svolge in modo diverso, come un fiore. Solo il Cacciatore di Troll lo saprà" prima di usare il suo Titano per combattere e uccidere Skrael e il suo Titano, uccidendo anche se stessa. Blinky rivela che poiché i Titani di Luce e Skrael sono stati distrutti, il Titano di Bellroc farà rinascere il mondo nel fuoco, ma gli eroi arrivano in città prima di loro. Jim finalmente si rende conto che la nona configurazione nominata da Luce rappresenta lui e i suoi amici, che mettono le mani sulla roccia in cui è incastonata Excalibur, consentendo a Jim di estrarre finalmente la spada dalla roccia. Gli eroi si trovano faccia a faccia con Bellroc, che si rivela troppo potente e li sconfigge tutti. Rimasto solo Jim, il ragazzo arriva ad accettare che l'amuleto non lo ha mai reso un eroe ma che lo era già. L'amuleto appena ricostruito di Jim (creato con la tecnologia Akiridiana, con i progetti originali che Merlino aveva usato quando costruì per la prima volta l'amuleto e la pietra dell'elsa di Excalibur) inizia a rispondere al ragazzo e vola verso di lui, dandogli un'armatura magica/Akiridiana che può potenziare Excalibur. Toby, dopo aver ricordato il generatore di radiazioni anti-magia dal loro precedente scontro con l'Ordine Occulto, lo usa su Bellroc, dando a Jim l'opportunità di colpire Bellroc con Excalibur. Jim trova un Toby ferito a morte, che è stato schiacciato dalle macerie ed esala il suo ultimo respiro per ringraziare i suoi migliori amici per tutto il tempo trascorso insieme prima di soccombere.
Ricordando le parole di Luce e rendendosi conto che la Cronosfera è pensata per lui per viaggiare indietro nel tempo e prevenire eventi tragici accaduti a lui e ai suoi più cari amici, Jim decide di usarla per tornare all'inizio. Dà un addio emotivo a tutti e torna alla mattina in cui ha trovato il mistico amuleto. Per evitare la morte del suo migliore amico di lunga data, decide di dare l'incarico di Cacciatore di Troll a Toby, facendo trovare l'amuleto a quest'ultimo.